# 掇刀石中学
掇刀石中学，简称掇刀高中，是位于湖北省荆门市的公立全日制普通高级中学。创办于1976年，为湖北省省级示范高级中学。现有42个教学班，在校学生2457人，教职工187人，其中正高级教师2名，特级教师3名，中学高级教师97人。

## 位置与交通
位于湖北省荆门市掇刀区关公大道1号。

## 历史沿革
- 1976年，荆门县掇刀石乡国民中心小学成立，是为掇刀石中学的前身；
- 1948年，荆门地区为中国人民解放军占领，掇刀地区成立了掇刀乡人民政府，在新政权的决策下，于1949年春在周家台祠堂（现掇刀区谭店村八组）成立了掇刀小学；
- 1960年，因漳河水库三干渠的修建而占用了原有的校舍，学生被分散到周边村各村小学上课；
- 1962年，荆门县教育部门购买万能人民公社修建的机械厂做为校舍拨给掇刀小学使用；
- 1967年至1969年，受文化大革命影响，掇刀小学撤销；
- 1971年秋，学校重办，更名为“荆门县掇刀人民公社革命委员会掇刀中小学”，附设初中班；
- 1972年春，学校改制为初级中学；
- 1972年4月，迎春小学所附设的初中班合并至掇刀中学，是月，增设高中班，成为完全中学；
- 1975年，掇刀地区行政区划发生变化，重新成立了荆门县掇刀人民公社，统辖范围扩大，基于此，决定将掇刀五七中学和掇刀中学迁至白石坡西何家湾重新建校；[5]
- 1983年5月，荆门县市合并成立地级市，掇刀中学收归市管，是为荆门市十所普通高中之一，更名“荆门市掇刀石中学”至今；
- 1984年10月，学校校址范围正式划定；
- 1987年，新校区建成。